# Used to Be Young
«Used to Be Young» (с англ. — «Была молодой») — песня американской певицы Майли Сайрус, релиз которой состоялся 25 августа 2023 года на лейбле Columbia Records. Она вышла в качестве четвёртого сингла после цифрового переиздания восьмого студийного альбома певицы Endless Summer Vacation (2023).
Песня была написана Сайрус совместно с Aldae (Грегори Алдэ Хайн) и Майклом Поллаком, а продюсированием занимались сама певица, Поллак и Шон Эверетт.
Песня «Use to Be Young» дебютировала на восьмом месте в Billboard Hot 100, став 12-й песней Майли Сайрус в десятке лучших и второй песней с Endless Summer Vacation, после «Flowers».

## История
Впервые Сайрус рассказала о песне и её предстоящем релизе в июне 2023 года в британском издании журнала Vogue, появившись на его обложке (British Vogue); она раскрыла слова песни: «I know I used to be crazy / I know I used to be fun / You say I used to be wild / I say I used to be young» (Я знаю, что была сумасшедшей / Знаю, я умела повеселиться / Я отвечу, что я была молодой). 15 августа 2023 года Сайрус опубликовала в социальных сетях ролик, на котором она изображена на улице, увешанной плакатами с её изображением, под которыми написаны тексты песен её прошлых лет, а также текст песни «I say I used to be young». В тот день эти плакаты были замечены в разных городах мира, включая Брюссель, Лос-Анджелес, Нью-Йорк и Париж. Слова «Used to Be Young» также появились на всех миниатюрах её клипов на YouTube.
Сайрус анонсировала сингл вместе со специальным документальным концертным фильмом канала ABC Endless Summer Vacation: Continued (Backyard Sessions), выложив трейлер в своих социальных сетях 17 августа. Она показала обложку песни и дату выхода — 25 августа 2023 года, через день после трансляции специального выпуска, обновленной и «переосмысленной» версии Endless Summer Vacation (Backyard Sessions) (2023). 7-дюймовый виниловый сингл песни был выпущен ограниченным тиражом и доступен для предварительного заказа, наряду с предпродажей на стриминговых платформах. В сопроводительном заявлении Сайрус отметила, что песня «Used to Be Young» посвящена её «преданным поклонникам», которые «любят каждую её версию». 25 августа 2023 года Сайрус решила выпустить песню, поскольку в этот день исполнилось десять лет с момента её неоднозначного выступления на MTV VMA 2013 года и выхода сингла «Wrecking Ball» (2013) и соответствующего клипа. 22 августа певица опубликовала в своих социальных сетях полный текст песни. Сайрус рассказала, что песня была написана в 2021 году на начальном этапе работы над её восьмым студийным альбомом «Endless Summer Vacation» (2023); она «[нарисовала] звуковую картину [своей] перспективы, чтобы поделиться ею со своими поклонниками».
Песня «Used to Be Young» вышла в качестве четвёртого сингла после цифрового переиздания восьмого студийного альбома певицы Endless Summer Vacation (2023). В тот же день был выпущен клип на песню, режиссерами которого выступили Джейкоб Биксенман и Брендан Уолтер

## Коммерческий успех
«Use to Be Young» стала 12-й песней Майли Сайрус в десятке лучших Billboard Hot 100, дебютировав на восьмом месте с 25,9 млн радиоэфиров, 17,8 млн стрим-потоков и 19 000 цифровых загрузок. Песня дебютировала на 2-м месте в Digital Song Sales, на 9-м месте в Streaming Songs и на 19-м месте в Radio Songs. Она также стала второй песней Сайрус, попавшей в первую десятку Hot 100 в 2023 году, после «Flowers».

## Чарты
| Чарт (2023)                            | Высшая позиция |
| -------------------------------------- | -------------- |
| Австралия (ARIA)                       | 13             |
| Австрия (Ö3 Austria Top 40)            | 29             |
| Бельгия/Фландрия (Ultratop 50)         | 6              |
| Бельгия/Валлония (Ultratop 50)         | 13             |
| Канада (Billboard Canadian Hot 100)    | 8              |
| Канада (Billboard AC)                  | 4              |
| Канада (Billboard CHR/Top 40)          | 2              |
| Канада (Billboard Hot AC)              | 1              |
| СНГ (TopHit Airplay)                   | 56             |
| Чехия (Singles Digitál Top 100)        | 31             |
| Дания (Tracklisten)                    | 25             |
| Франция (SNEP)                         | 101            |
| Германия (GfK)                         | 53             |
| Мир (Billboard Global 200)             | 6              |
| Ирландия (IRMA)                        | 7              |
| Италия (FIMI)                          | 72             |
| Нидерланды (Dutch Top 40)              | 22             |
| Нидерланды (Single Top 100)            | 60             |
| Новая Зеландия (Recorded Music NZ)     | 12             |
| Норвегия (VG-lista)                    | 12             |
| Португалия (AFP)                       | 45             |
| Словакия (Rádio — Top 100)             | 13             |
| Словакия (Singles Digitál Top 100)     | 32             |
| Испания (PROMUSICAE)                   | 81             |
| Швеция (Sverigetopplistan)             | 23             |
| Швейцария (Schweizer Hitparade)        | 23             |
| Великобритания (OCC UK Singles)        | 12             |
| США (Billboard Hot 100)                | 8              |
| США (Billboard Adult Contemporary)     | 8              |
| США (Billboard Adult Pop Airplay)      | 1              |
| США (Billboard Dance/Mix Show Airplay) | 18             |
| США (Billboard Pop Airplay)            | 5              |

## Сертификации
| Регион                                                                      | Сертификация | Продажи |
| --------------------------------------------------------------------------- | ------------ | ------- |
| Австралия (ARIA)                                                            | Золотой      | 35 000  |
| Бельгия (BEA)                                                               | Золотой      | 20 000  |
| Бразилия (ABPD)                                                             | Платиновый   | 40 000  |
| Канада (Music Canada)                                                       | Золотой      | 40 000  |
| Польша (ZPAV)                                                               | Золотой      | 25 000  |
| Великобритания (BPI)                                                        | Серебряный   | 200 000 |
| Данные о продажах + прослушиваниях приведены только на основе сертификации. |              |         |

## История релиза
| Регион | Дата            | Формат                        | Лейбл    | Ссылка |
| ------ | --------------- | ----------------------------- | -------- | ------ |
| Мир    | 25 августа 2023 | 7" Цифровые загрузки стриминг | Columbia | [ 58 ] |